# 罹災都市借地借家臨時処理法
罹災都市借地借家臨時処理法（りさいとししゃくちしゃくやりんじしょりほう、昭和21年8月27日法律第13号）は、借りていた建物が天災で倒壊や焼失した場合、再築された建物を借家人が優先的に借りられたり、建物が借地上にあった場合は復興時に優先的に借地権が与えられることなどに関する日本の法律である（廃止）。
対象地域は個別事象が発生した際の政令によって定められる。
法律制定当初の1946年は空襲などの戦争被害による罹災にたいして適用することを目的としていたが、1947年の改正により、別に法律で定める天災で建物が滅失した場合にも準用することになり、1956年の法改正で天災の指定を政令で行うことになった。
大規模な災害の被災地における借地借家に関する特別措置法の施行により、2013年9月25日に廃止された。